# Samotna (Podzamcze)
Samotna – skała w miejscowości Podzamcze w województwie śląskim, w powiecie zawierciańskim, w gminie Ogrodzieniec. Znajduje się w skalnej grani ciągnącej się od skały Wielbłąd na wschód, w lesie, w odległości około 200 m od Wielbłąda i niżej. Są to tereny Wyżyny Częstochowskiej wchodzącej w skład Wyżyny Krakowsko-Częstochowskiej.

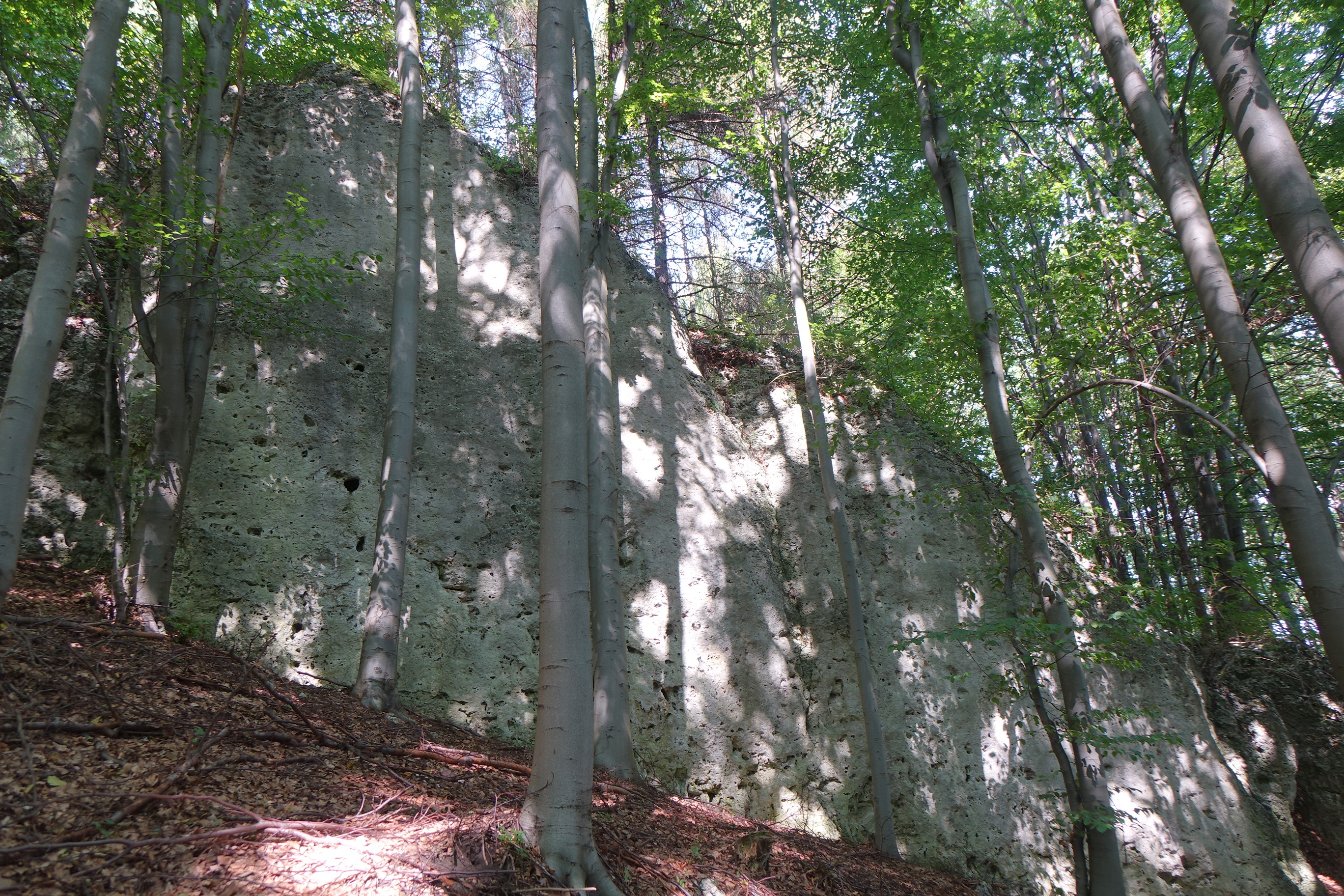
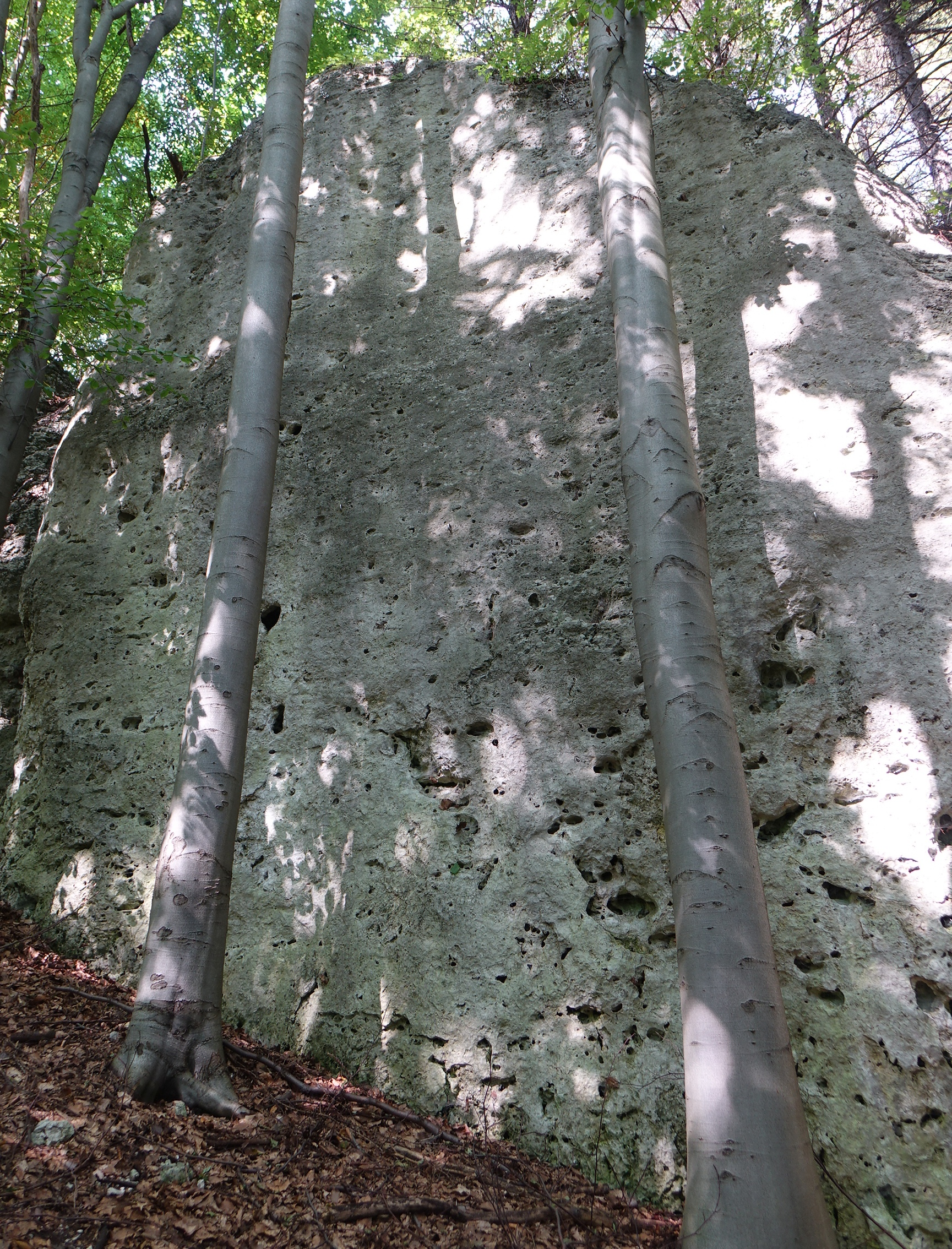
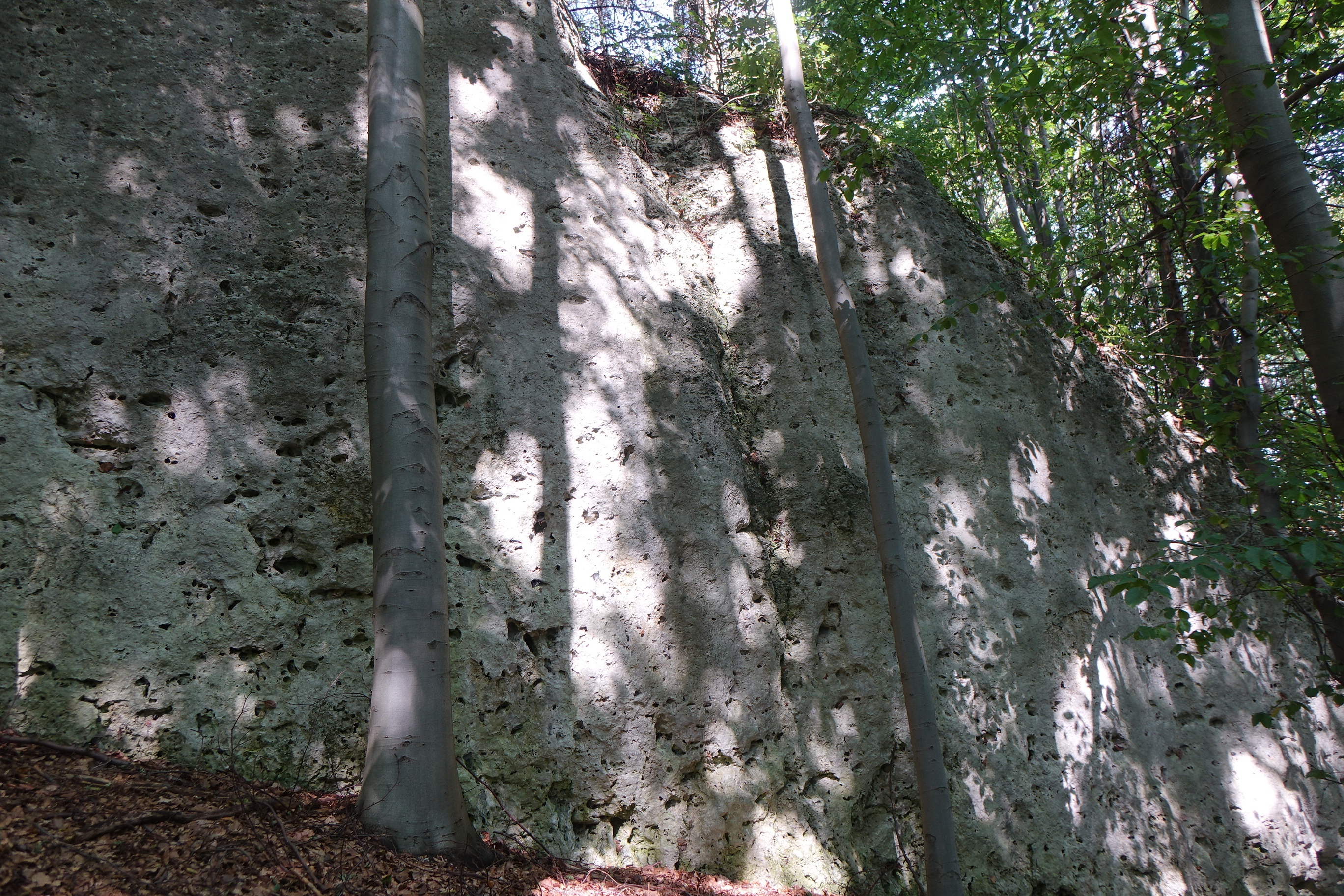

## Drogi wspinaczkowe
Samotna zbudowana jest z twardych wapieni skalistych, ma niemal pionową ścianę o wysokości do 18 m i południowej wystawie, ale zacienioną przez drzewa. Uprawiana jest na niej wspinaczka skalna. Są 3 drogi wspinaczkowe o trudności od VI do VI.6 w skali Kurtyki. Wszystkie mają zamontowane stałe punkty asekuracyjne: ringi (r) i stanowisko zjazdowe (st). Wśród wspinaczy skalnych Samotna jest średnio popularna.
1. Samotny samojeździec;VI+, 3r + st
2. Szczęka Benka; VI, 3r + st
3. Złotousty chujograjca; VI, 4r + st[1].